# Romanpreis des Schwedischen Radios
Der Romanpreis des Schwedischen Radios (Original: Sveriges Radios Romanpris) ist ein schwedischer Literaturpreis. Er wurde, inspiriert durch den französischen Prix du Livre Inter, 1993 von Monica Lauritzen und Kerstin M. Lundberg gegründet. Ausgezeichnet werden dabei die besten schwedischen Romane des vergangenen Jahres, wobei jeder schwedischsprachige Roman durch Literaturkritiker nominiert werden darf, ausgenommen sind allerdings die aktuellen August-Preisträger und jene Autoren, die zuvor mit einem anderen Romanpreis ausgezeichnet wurden. Die jährlich wechselnde Jury besteht aus literaturinteressierten Zuhörern und der Preis ist aktuell mit 30.000 Kronen dotiert. Lediglich zum 20-jährigen Jubiläum war er im Jahr 2013 mit 50.000 Kronen dotiert.
Mit ihren beiden Büchern Å smyge forbi en øks und En dåre fri war die norwegische Schriftstellerin Beate Grimsrud die erste Person, die zwei Mal ausgezeichnet wurde. 2016 folgte der schwedische Schriftsteller Aris Fioretos, der nach seiner ersten Auszeichnung 2010 mit Den siste greken eine zweite Auszeichnung für Mary erhielt.

## Preisträger von 1994 bis 1999

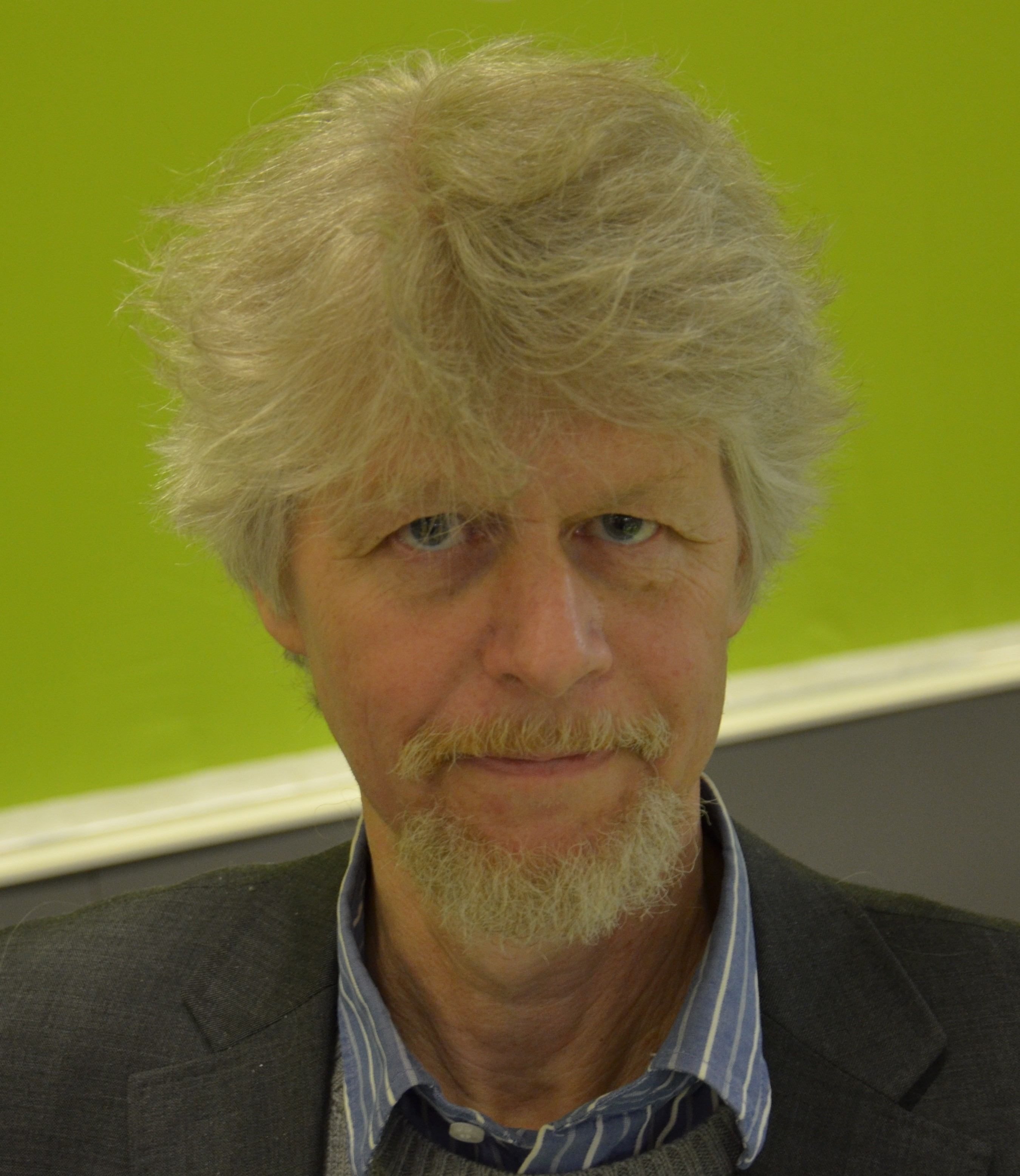
Lars Andersson
(Preisträger 1994)

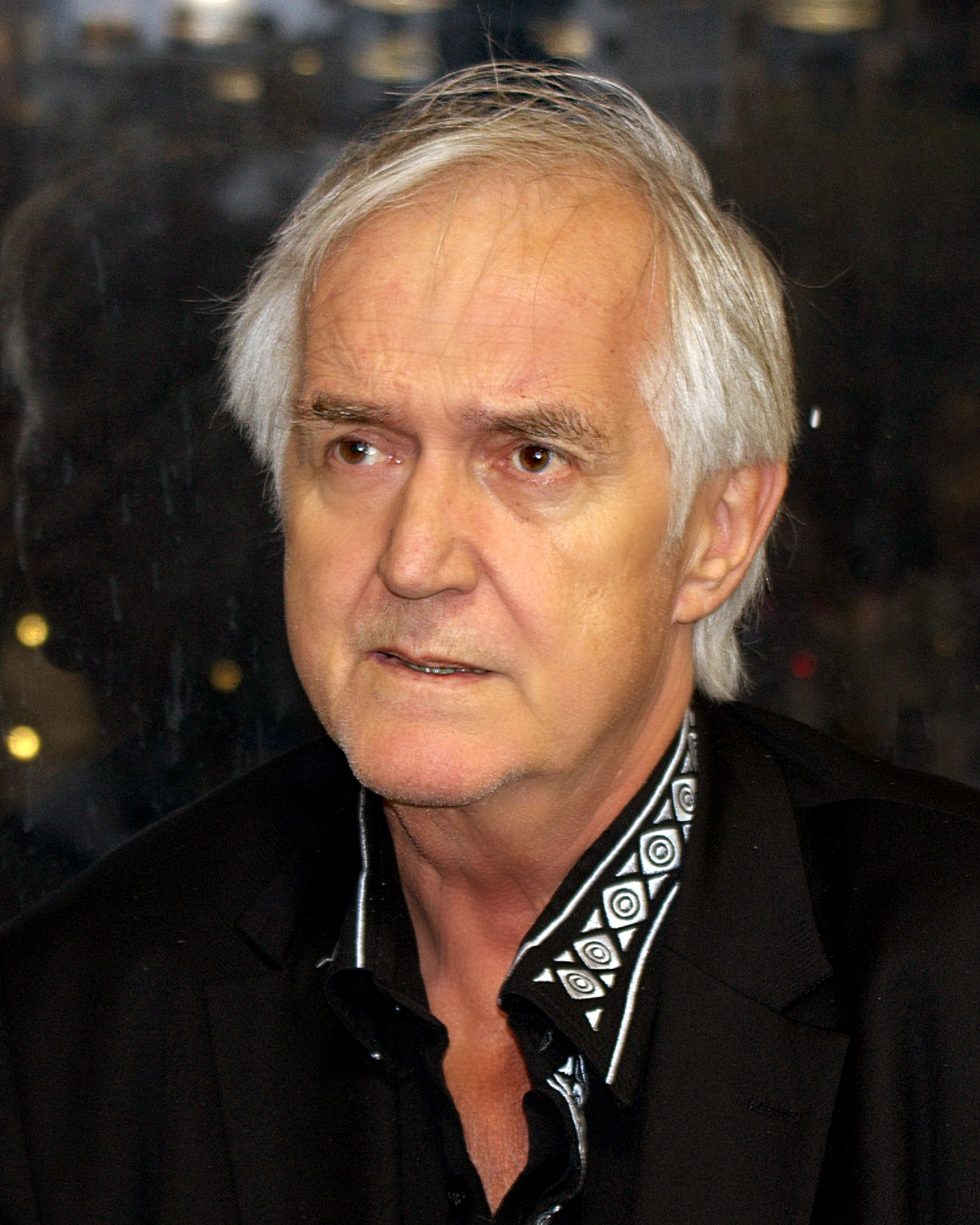
Henning Mankell
(Preisträger 1996)

| Jahr | Preisträger      | Originaltitel    | Deutscher Titel Verlag, Ort Jahr          | Nominierungen |
| ---- | ---------------- | ---------------- | ----------------------------------------- | --- |
| 1994 | Lars Andersson   | Vattenorgeln     |                                           | Magnus Dahlström für Nedkomst Ola Larsmo für Himmel och jord må brinna Birgitta Lillpers für Medan de ännu hade hästar Agneta Pleijel für Funghi Björn Ranelid für Mitt namn ska vara Stig Dagerman                                        |
| 1995 | Carola Hansson   | Andrej           |                                           | Rolf Aggestam für Niagara Karin Bellman für Stjärvattenfallet Ulla Isaksson für Boken om E Carl-Henning Wijkmark für Dacapo Sune Örnberg für Stängslet Klas Östergren für Under i september                                                |
| 1996 | Henning Mankell  | Comedia infantil | Der Chronist der Winde Zsolnay, Wien 2000 | Erik Andesson für Hemskt osams Per Agne Erkelius für Orgelspelaren Monika Fagerholm für Underbara kvinnor vid vatten Marie Hermansson für Värddjuret Birgit Häggkvist für Den blödiga Theodor Kallifatides für Det sista ljuset            |
| 1997 | Magnus Dahlström | Hem              |                                           | Carina Burman für Den tionde sånggudinnan Kerstin Ekman für Gör mig levande igen Antti Jalava für Känslan Peter Kihlgård für Anvisningar till en far Sara Lidman für Lifsens rot Jan Henrik Swahn für Pengarna                             |
| 1998 | Elisabeth Rynell | Hohaj            | Schneeland Goldmann, München 2000         | Lars Jakobson für Kanalbyggarnas barn Kjell Johansson für Huset vid Flon Peter Mosskin für Glöm inte bort att jag finns Anna-Karin Palm für Målarens döttrar Agneta Pleijel für En vinter i Stockholm Carina Rydberg für Den högsta kasten |
| 1999 | Magnus Florin    | Syskonen         |                                           | Sigrid Combüchen für Persifal Per Agne Erkelius für Rembrandt till sin dotter Per Christian Jersild für Sena sagor Elsie Johansson für Mosippan Birgitta Lillpers für Och jag grep årorna och rodde Zvonimir Popovic für Mörkriket         |

## Preisträger von 2000 bis 2009

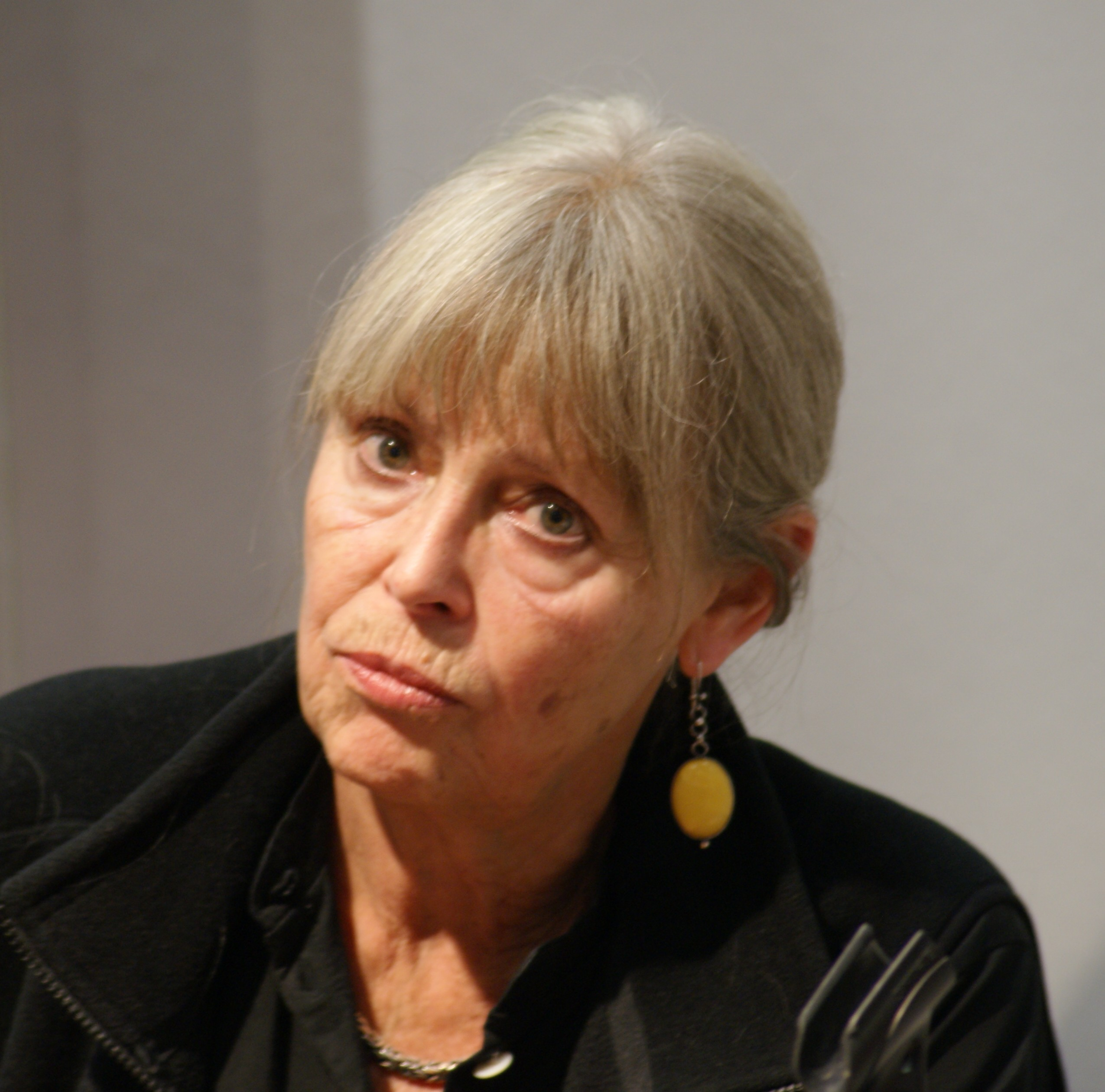
Agneta Pleijel
(Preisträgerin 2001)

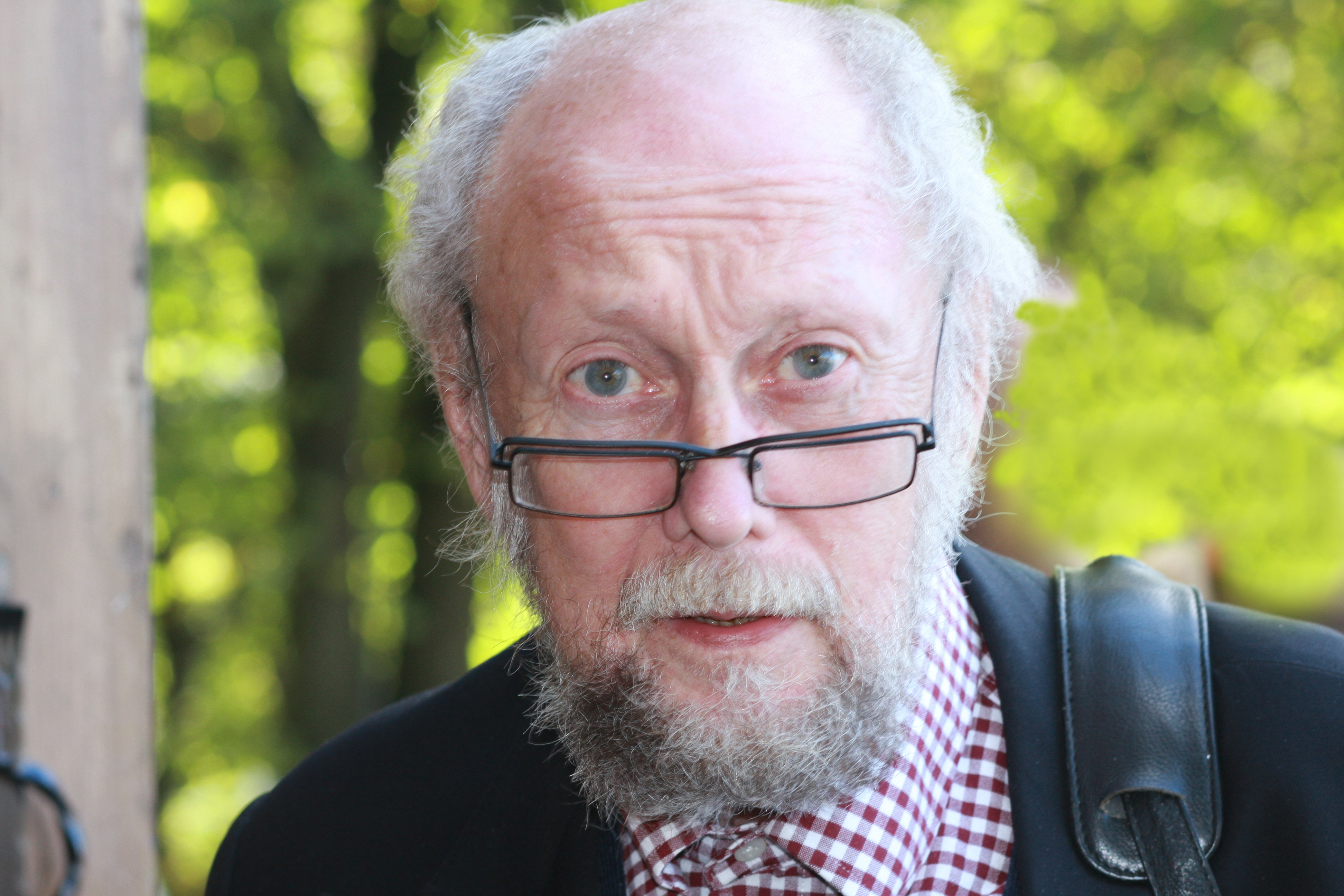
Torgny Lindgren
(Preisträger 2003)

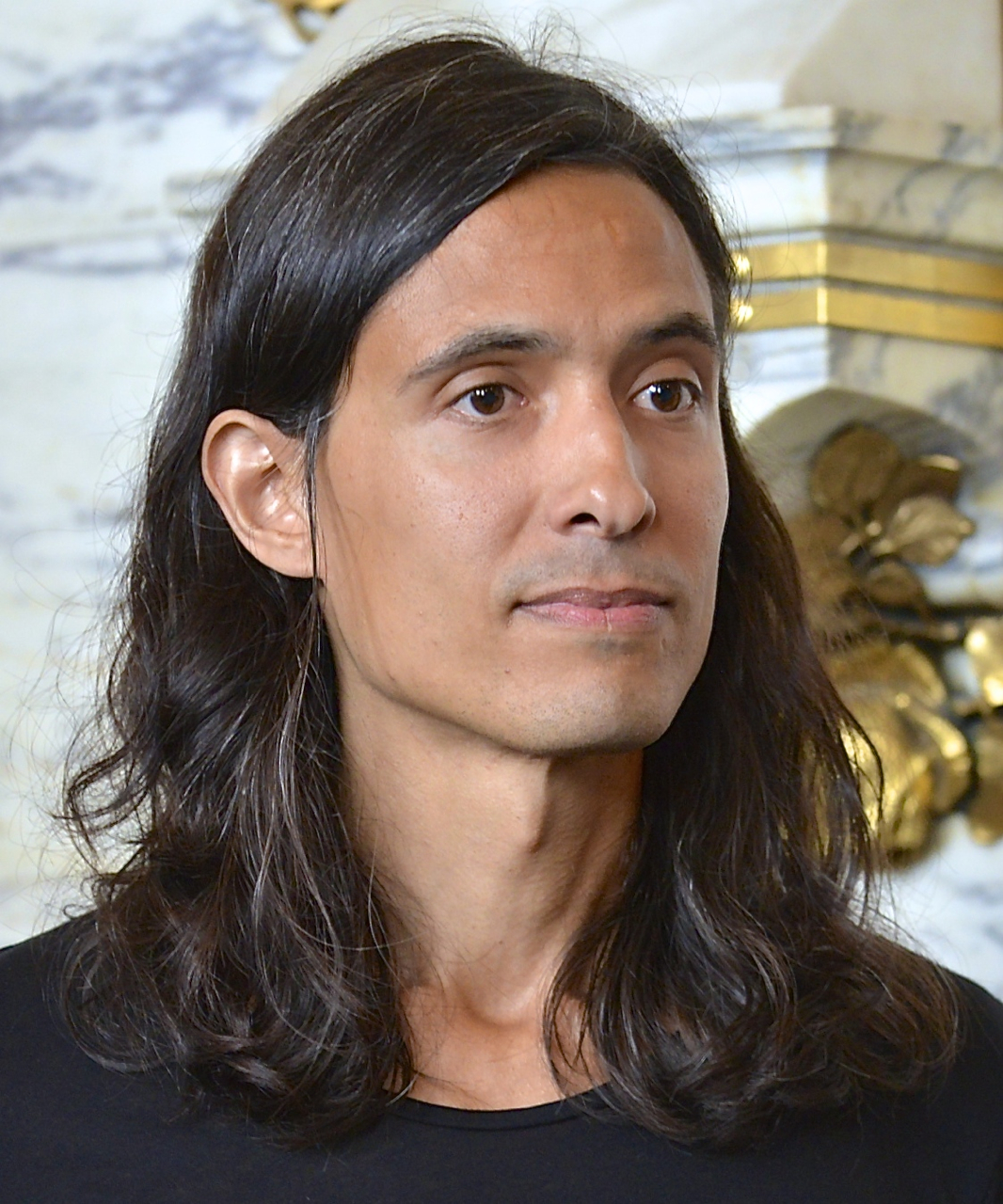
Jonas Hassen Khemiri
(Preisträger 2007)

| Jahr | Preisträger          | Originaltitel           | Deutscher Titel Verlag, Ort Jahr                         | Nominierungen |
| ---- | -------------------- | ----------------------- | -------------------------------------------------------- | --- |
| 2000 | Beate Grimsrud       | Å smyge forbi en øks    | An einer Axt vorbeischleichen Tisch 7, Köln 2006         | Bengt Anderberg für Amorina Ernst Brunner für Vallmobadet Kerstin Ekman für Vargskinnet – Guds barmhärtighet Sara Lidman für Oskuldens minut Steve Sem-Sandberg für Allt förgängligt är bara en bild Lennart Sjögren für Fårmannen |
| 2001 | Agneta Pleijel       | Lord Nevermore          | Lord Nevermore Piper, München 2003                       | Aris Fioretos für Stockholm noir Lars Jakobson für I den Röda Damens slott Cilla Nauman für Dom Anders Paulrud für Inbjudan till sorg Kerstin Strandberg für Tio syskon i en ömtålig berättelse Mirja Unge für Järnnätter          |
| 2002 | Kerstin Norborg      | Min faders hus          |                                                          | Per Olov Enquist für Lewis resa Lennart Hagerfors für 07.30-05.30 Ulla-Lena Lundberg für Marsipansoldaten Maja Lundgren für Pompeji Ellen Mattson für Snö Jan Henrik Swahn für Vandrarna                                           |
| 2003 | Torgny Lindgren      | Pölsan                  | Das Höchste im Leben Hanser, München 2003                | Stewe Claeson für Rönndruvan glöder Kerstin Ekman für Sista rompan Gabriella Håkansson für Fallet Sandemann Mare Kandre für Xavier Birgitta Lillpers für Alla dessa liv och våder Jerker Virdborg für Svart krabba                 |
| 2004 | Christine Falkenland | Öde                     |                                                          | Sigrid Combüchen für En simtur i sundet Magnus Hedlund für Mylingen i Kov Kjell Johansson für Sjön utan namn Eva-Marie Liffner für Imago Anders Paulrud für Ett ögonblicks verk Steve Sem-Sandberg für Ravensbrück                 |
| 2005 | Lotta Lotass         | Tredje flykthastigheten | Dritte Fluggeschwindigkeit Suhrkamp, Frankfurt 2006      | Kjell Espmark für Béla Bartók mot Tredje Riket Per Hagman für Att komma hem ska vara en schlager Ellen Mattson für Splendorville Daniel Sjölin für Personliga pronomen Sara Stridsberg für Happy Sally                             |
| 2006 | Eva Adolfsson        | Förvandling             |                                                          | Mats Kolmisoppi für Ryttlarna John Ajvide Lindqvist für Hanteringen av odöda Steve Sem-Sandberg für Härifrån till Allmänningen Mirja Unge für Motsols Klas Östergren für Gangsters                                                 |
| 2007 | Jonas Hassen Khemiri | Montecore               | Montecore, ein Tiger auf zwei Beinen Piper, München 2007 | Lars Jakobson für Vid den stora floden Kjell Johansson für Rummet under golvet Karl Johan Nilsson für Mörkrets hastighet Sara Stridsberg für Drömfakulteten Astrid Trotzig für Patrioter                                           |
| 2008 | Björn Runeborg       | Dag                     |                                                          | Gabriella Håkansson für Hjärnmänniskan Peter Kihlgård für Kicki & Lasse Martina Lowden für Allt Marie Norin für Kupa Daniel Sjölin für Världens sista roman                                                                        |
| 2009 | Elsie Johansson      | Sin ensamma kropp       |                                                          | Erik Andersson für Den larmande hopens dal Marjaneh Bakhtiari für Kan du säga Schibbolet? Agneta Klingspor für Pressa läpparna här Malte Persson für Edelcrantz förbindelser Andrzej Tichý für Fält                                |

## Preisträger seit 2010

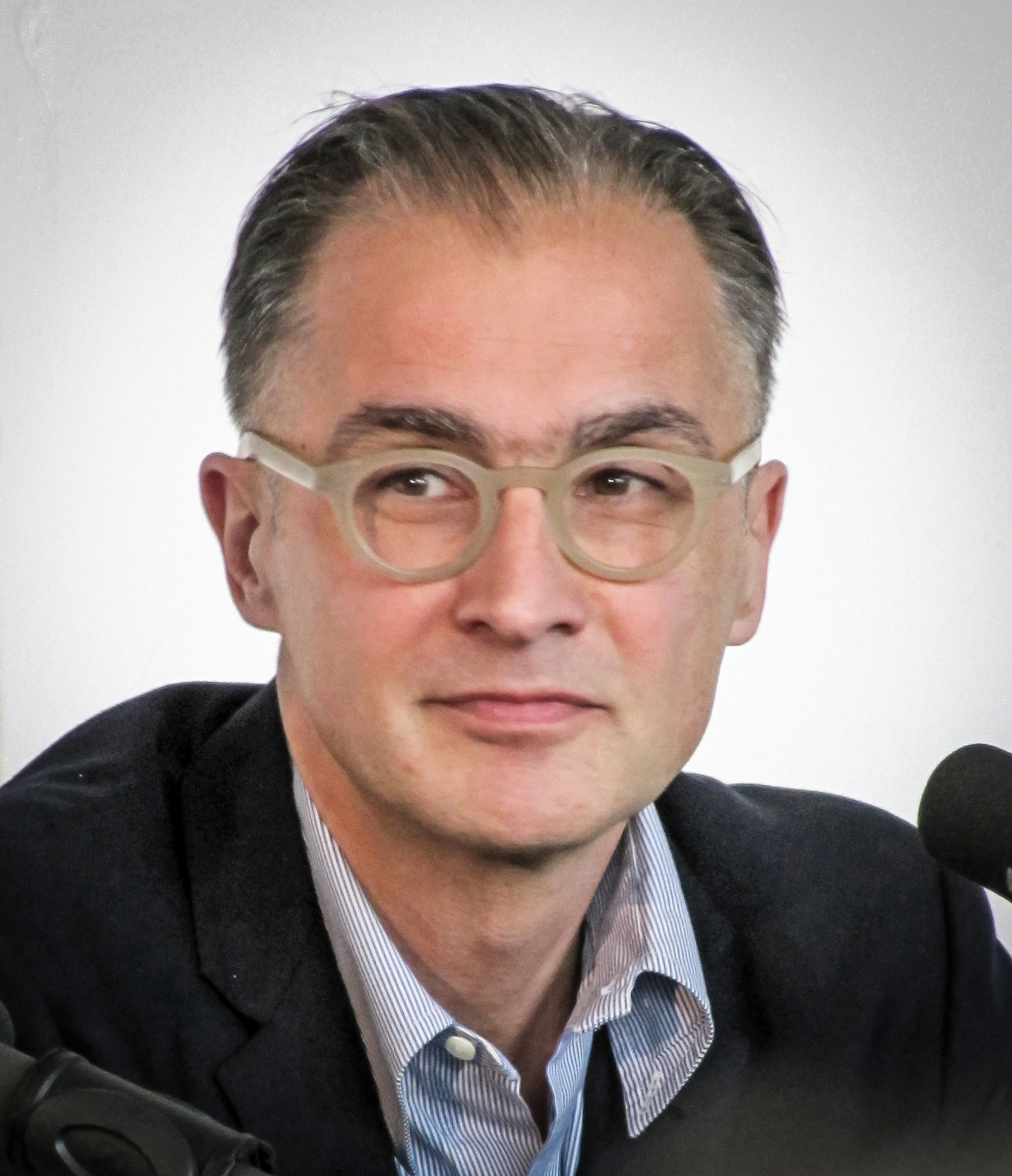
Aris Fioretos
(Preisträger 2010 & 2016)

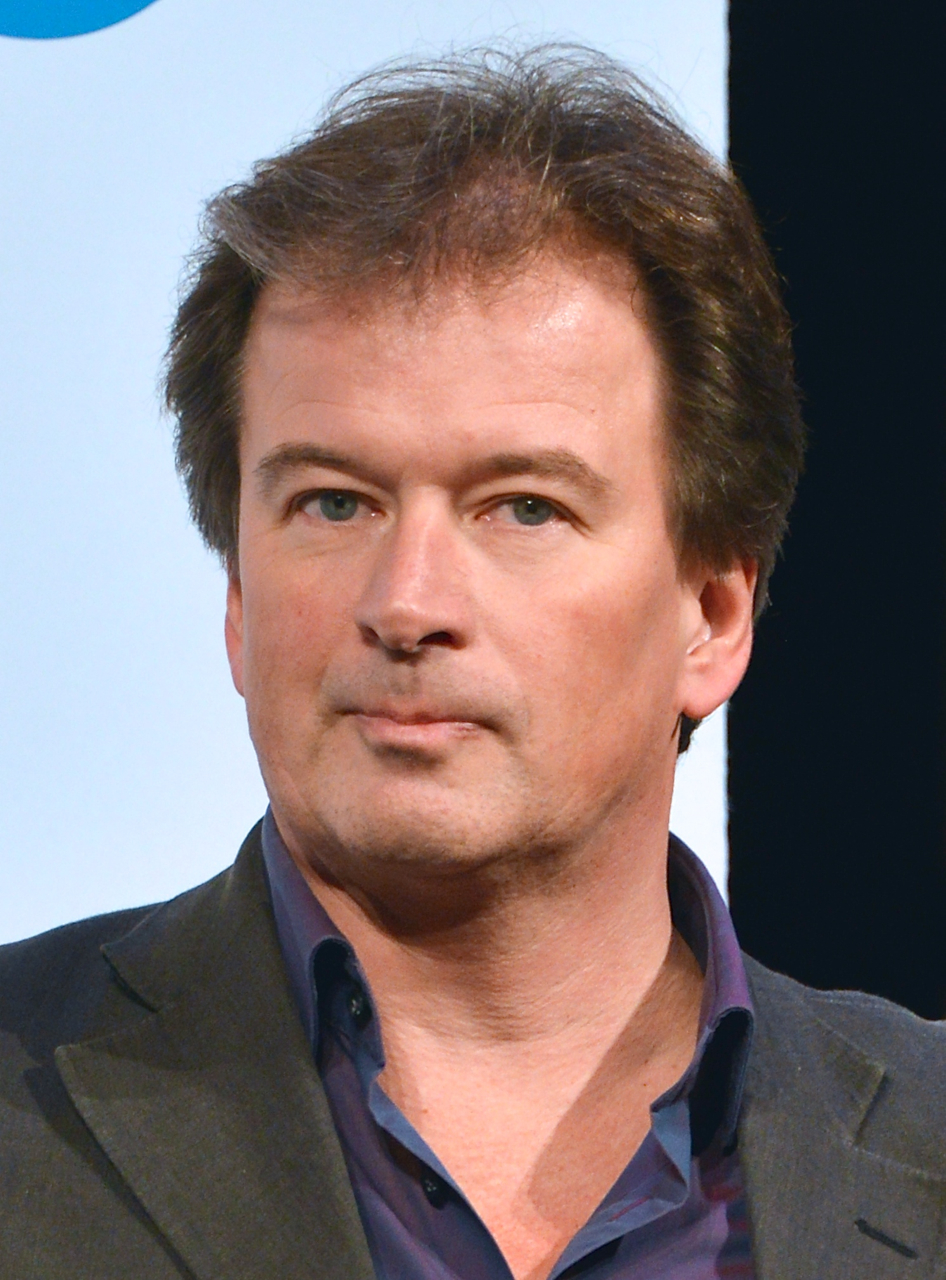
Kjell Westö
(Preisträger 2014, nominiert 2021)

| Jahr | Preisträger                | Originaltitel              | Deutscher Titel Verlag, Ort Jahr                 | Nominierungen |
| ---- | -------------------------- | -------------------------- | ------------------------------------------------ | --- |
| 2010 | Aris Fioretos              | Den siste greken           | Der letzte Grieche Hanser, München 2011          | Alexandra Coelho Ahndoril für Mäster Per Agne Erkelius für Hotel Galicja Monika Fagerholm für Glitterscenen Karolina Ramqvist für Flickvännen Jerker Virdborg für Kall feber                            |
| 2011 | Beate Grimsrud             | En dåre fr                 | Verrückt und frei btb, München 2014              | Magnus Florin für Ränderna Kristina Sandberg für Att föda ett barn Oline Stig für Jupiters öga Aino Trosell für Hjärtblad Peter Törnqvist für Kioskvridning 140 grader                                  |
| 2012 | Kristian Lundberg          | Och allt skall vara kärlek |                                                  | Sara Mannheimer für Handlingen Eva-Marie Liffner für Lacrimosa Magnus Dahlström für Spådom Kerstin Ekman für Grand final i skojarbranschen Hassan Loo Sattarvandi für Belägring                         |
| 2013 | Jonas Brun                 | Skuggland                  |                                                  | Johannes Anyuru für En storm kom från paradiset Eija Hetekivi Olsson für Ingenbarnsland Ola Larsmo für Förrädare Lotta Lundberg für Ön Lina Wolff für Bret Easton Ellis och de andra hundarna           |
| 2014 | Kjell Westö                | Hägring 38                 | Das Trugbild btb, München 2014                   | Viktor Johansson für Den mörka sporten Linda Boström Knausgård für Helioskatastrofen Per Odensten für Andningskonstnären Anna Schulze für Vårt gemensamma liv Therése Söderlind für Vägen mot Bålberget |
| 2015 | Lotta Lundberg             | Timme noll                 | Zur Stunde Null Hoffmann und Campe, Hamburg 2015 | Therese Bohman für Den andra kvinnan Magnus Dahlström für Psykodrama Tove Folkesson für Kalmars jägarinnor Tony Samuelsson für Kafkapaviljongen Klas Östergren für Twist                                |
| 2016 | Aris Fioretos              | Mary                       | Mary Carl Hanser Verlag, München 2016            | Carola Hansson für Masja Elise Karlsson für Linjen Staffan Malmberg für Gardet Cilla Naumann für Bära barnet hem                                                                                        |
| 2017 | Caterina Pascual Söderbaum | Den skeva platsen          |                                                  | Therese Bohman für Aftonland Stefan Lindberg für Nätterna på Mon Chéri Henrik Bromander für Vän av ordning                                                                                              |
| 2018 | Aleksander Motturi         | Broder                     |                                                  | Sigrid Combüchen für Sidonie & Nathalie: från Limhamn till Lofoten Agneta Pleijel für Doften av en man Isabelle Ståhl für Just nu är jag här                                                            |
| 2019 | Sara Stridsberg            | Kärlekens Antarktis        |                                                  | Thomas Bannerhed für Lugnet Lena Einhorn für Geniet från Breslau Lyra Koli für Allting växer |
| 2020 | Nina Wähä                  | Testamente                 |                                                  | Linda Boström Knausgård für Oktoberbarn Steve Sem-Sandberg für W Lina Wolff für Köttets tid |
| 2021 | Hanna Nordenhök            | Caesaria                   |                                                  | Stefan Lindberg für Splendor Tone Schunnesson für Dagarna, dagarna, dagarna Kjell Westö für Tritonus |
| 2022 | Jesper Larsson             | Den dagen, den sorgen      |                                                  | Kerstin Ekman für Löpa varg Pooneh Rohi für Hölje Klas Östergren für Två pistoler |
| 2023 | Mikael Berglund            | Ovanjorden                 |                                                  | |
| 2024 | Annika Norlin              | Stacken                    |                                                  | |